# Resolução 159 do Conselho de Segurança das Nações Unidas
Resolução 159 do Conselho de Segurança das Nações Unidas, foi aprovada em 24 de agosto de 1960, após análise do pedido da República do Mali para ser membro da Organização das Nações Unidas, o Conselho recomendou à Assembleia Geral que o Mali deve ser admitido.
Senegal, juntamente com a República do Senegal, tinha sido admitido sob a Federação do Mali nos termos da Resolução 139, até que a Federação se desfez em 20 de agosto de 1960.
Foi aprovada por unanimidade.